# Jambyn Batmönkh
Jambyn Batmönkh (mongolo: Жамбын Батмөнх) (Khyargas, 10 marzo 1926 – Ulan Bator, 14 maggio 1997) è stato un politico mongolo, Presidente della Mongolia dal 1984 al 1990.

## Biografia
Nato presso la Provincia dell'Uvs, è diventato un membro del Partito Rivoluzionario del Popolo Mongolo dirigente nel 1948 e salito nei ranghi del partito. Divenne il ministro della scienza nel 1973, membro del Politburo nel 1974, e il primo ministro (presidente del consiglio dei ministri) nel giugno 1974.